# Larentia erasta
Larentia erasta là một loài bướm đêm trong họ Geometridae.